# Секінаєв Юрій Галацевич
Юрій Галацевич Секінаєв (рос. Юрий Галауевич Секинаев нар. 17 квітня 1962, Орджонікідзе, СРСР) — радянський та російський футболіст і тренер, виступав на позиції нападника.

## Життєпис
Вихованець СДЮШОР «Спартак» (Орджонікідзе). За свою кар'єру виступав у командах «Спартак» (Орджонікідзе), «Чорноморець» (Одеса), «Спартак» (Москва).
У 1990 році перейшов грати у словацьку «Жиліна».
З 1991 грав за німецькі клуби «Тюркьемспор-1978» (Берлін), «Шпандауер-1894» (Шпандау) та «Маккабі» (Берлін).
З 1996 по 1999 рік — граючий головний тренер клубу «Маккабі» (Берлін).
У 2002 і 2005 роках був тренером «Спартака-Аланії» (Владикавказ). З травня по жовтень 2004 року був селекціонером в «Аланії», а з жовтня по грудень виконував обов'язки головного тренера.
З 2016 року — генеральний директор владикавказького «Спартака».